# 澳門經濟史

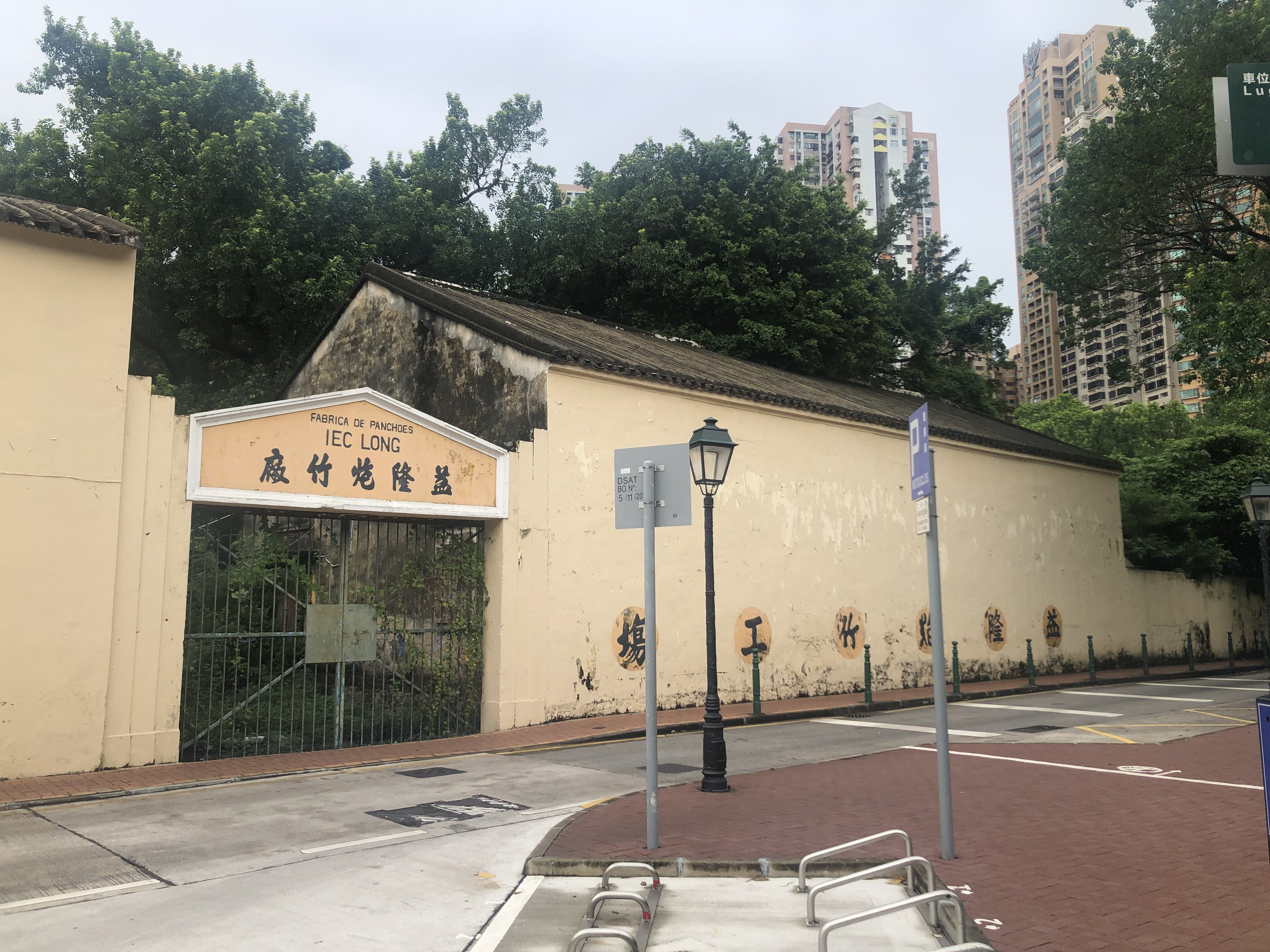
澳門一間爆竹廠舊址

澳門經濟史指澳門經濟由過去至今的發展概況。澳門原屬香山縣的一條小漁村，人口不多，但自葡萄牙人佔領後，澳門逐漸成為中國對外通商的口岸，也是西方各國在東方進行貿易的中轉港口。早期葡屬澳門主要以漁農業和貿易轉口港為主要經濟活動，工業以傳統的三大手工業－神香、火柴和爆竹為主，澳門一度成為西方國家進入中國的必經之路及轉口港，但後來此地位被鄰近的香港取代，澳門轉口貿易業開始衰落。1960年代至1970年代，由於中國發生文化大革命，大量人口流入澳門，為澳門帶來資金、技術和人力資源，有利澳門工商業發展。
1974年，葡萄牙國內革命成功，放棄澳門殖民地的地位，宣佈澳門為中國領土，給予一定自主權。1978年，中國内地开始改革開放，為澳門經濟的發展提供更有利的條件，尤其是旅遊博彩和建築業，已成為澳門三大經濟支柱。到1980年代，因為配額制度關係，紡織品（多為出口成衣）及新興產業包括其它輕工業（如玩具、人造花和電器產品）佔較重要地位，美、法和當時西德為澳門的出口大國。但自1993年下半年起中國大陸宏觀調控，物業市場轉冷，曾有不少空置的未開工地盤充斥在澳門半島、南區和新口岸區有不少「爛尾樓」和空置商用樓宇。紡織業紛紛北上設廠同時關閉澳門廠房以減少工資成本，加上回歸前治安不靖和1997年亞洲金融風暴，當時澳門經濟幾乎停滯不前，1996年至1999年更經歷了經濟負增長。2006年，澳門人均本地生產總值首次超越香港，達22萬澳門元，2.98萬美元，創下歷史新高。對於本地人均GDP不斷飆升，學者和議員都認為不能合理反映居民的實際收入狀況。批評澳門產業結構不平衡，財富傾向部分行業或人群，提醒政府要警惕貧富懸殊問題惡化。

## 16至19世紀
澳門原屬香山縣的一條小漁村，人口不多，但自葡萄牙人佔領後，澳門逐漸成為中國對外通商的口岸，也是西方各國在東方進行貿易的中轉港口。自明朝中葉起，對外貿易開發迅速發展，其中以1557年至1641年為澳門對外貿易的全盛時期。澳門地理位置優越，位於中國東南部沿海地區，接近中國大城市廣州，加上澳門能為北上的貿易船作為中途站，佔有了優良的航行地理位置，加上澳門水域風平浪靜，提供貿易的有利條件。
葡萄牙人佔領澳門後，利用他們壟斷海上貿易的霸主地位，欲以澳門為踞點，同樣地在東亞壟斷海上貿易，使澳門經濟發展迅速，成為中國對外貿易最大的口岸。葡屬澳門在明朝是一個中轉港，在數條貿易航線中獲得大量利潤，成為葡萄牙人的搖錢樹。然而到了17世紀，葡萄牙人開始衰落，無法維持其海上貿易霸主地位。1631年荷蘭人佔領了馬六甲，控制了馬六甲海峽，切斷澳門與果阿的航線；1637年葡萄牙人被逐出印度；1639年日本驅逐所有葡萄牙人等，對澳門的中轉貿易有很大影響，中國政府亦禁止葡萄牙商人在廣東貿易，使葡萄牙的黃金年代終結，一去不返，澳門的中轉港地位亦開始下降。
17世紀中期，澳門對外貿易大不如前，但清政府仍給予澳門許多優惠，使澳門的對外貿易得以進行，例如抽收商船進出口稅沿用明朝舊制，按船隻體大小分等徵稅。1727年雍正帝宣佈以廈門為南洋貿易港，准福建省開洋禁，浙江地方亦是，恢復對外貿易，使外商可以其它城市貿易，不一定需要到澳門，對澳門對外貿易造成沉重打擊。可是到了1757年，清政府改取消了該做法，只限廣州為對外貿易港，澳門為廣州外港，令澳門對外貿易得以有所發展。1802年葡萄牙政府公然發佈命令，給予葡萄牙商人向澳門進口鴉片的特權，澳門成為鴉片進口的地方。第一次鴉片戰爭後，英國致力發展香港，成為一個中轉港，取代了澳門，令澳門中轉貿易完全衰落。1847年，葡萄牙宣佈澳門合法賭博。自1872年，博彩業更成為了澳門經濟的重要一部份，澳門以「東方蒙地卡羅」之名廣為世界所知。

## 20世紀初至二戰

### 傳統經濟
20世紀初澳門的傳統經濟活動主要是漁業為主，1921年的漁民達6萬多人，佔澳門人口的大多數，但到1940年已下降至2萬人。澳門的漁產有一部份為出口外銷，在當時出口比重中佔了一定比重，1930年魚類出口佔整個出口的26.4%。除此之外，澳門傳統三大手工業在澳門經濟中也佔相當大的比重，在1930年該三大工業出口佔整個出口總值的37.8%。由於澳門受地理條件所限，港灣淺窄，在香港開埠後已失去其轉口貿易優勢，轉口貿易早已衰落，但進出口貿易仍然進行，但對象大多為中國和香港，進口主要以糧食為主。澳門早期的金融業並不發達，1902年大西洋銀行在澳門開設分行，是為澳門第一家銀行。

### 博彩業
由於澳門正當經濟活動早已衰落，當時只有博彩業仍有昔日雄風。賭博在世界各國一向都列入為禁例，中國也不例外，但由於澳門地位特殊，仍然自由開賭，因此吸引了各地好賭之輩來澳賭博，希望滿載而歸，但事實上他們大多被賭場洗劫一空，離澳時幾乎身無分文，因此有人戲稱澳門為「梳打埠」。一些「豬仔館」業者設置賭檔，賭客輸錢後會被當作契約勞工販運。這一時期的博彩形式繁多，賭館眾多，但無一個統一的監管機構。1930年，豪興公司取得全澳的賭業專營權，創立澳門首家西式賭場。1937年以傅德蔭、高可寧成立泰興娛樂總公司，與澳門政府財政廳簽約，取得澳門賭業專營權，每年向澳門政府繳交180萬澳門元，成為澳門政府收入的主要來源。

### 第二次世界大戰
自抗日戰爭爆發，大量中國大陸和香港難民相繼逃往澳門。由於葡萄牙共和國政府和大日本帝國政府簽訂協議，日本軍不入侵澳門，後來成為日本保護地，澳門成為物資中轉站。香港戰役後，華南海上交通遭日本軍圍堵，物資匱乏並導致饑荒，但金銀投機交易熾烈，流通銀幣被熔化，澳門圓總額不足導致貨幣稀少。

## 戰後至1980年代

### 博彩業

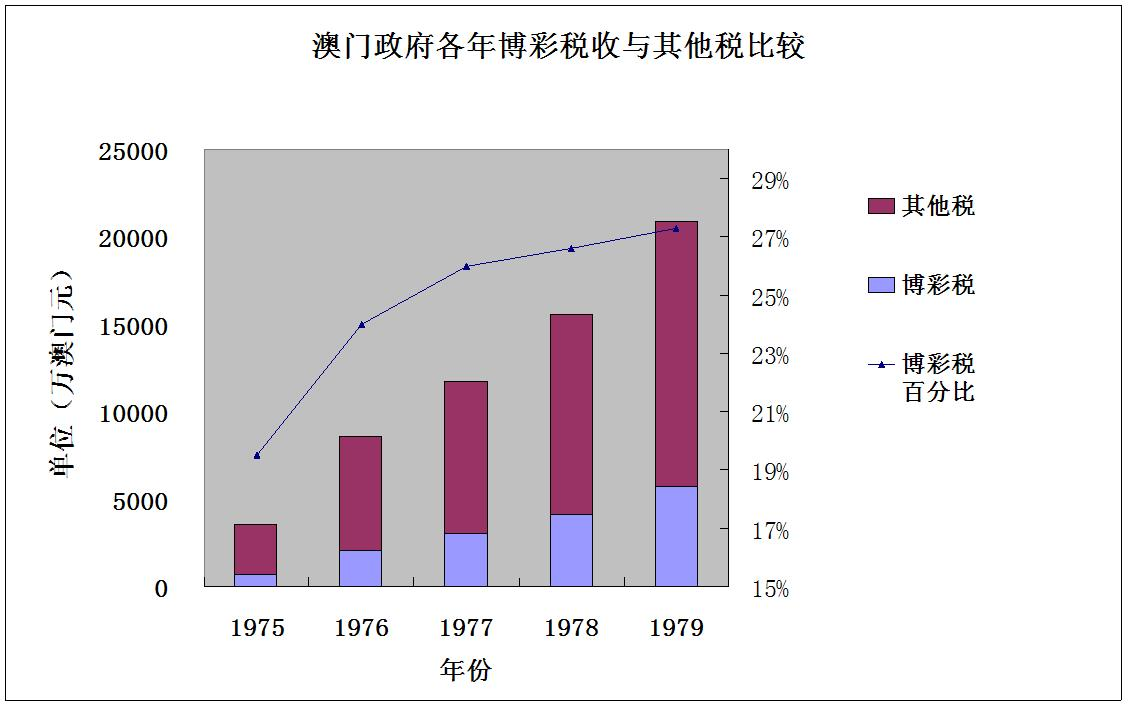
澳门博彩税与其他税收的比较1975年-1979年

澳門在民國時期，正當的對外貿易早已經完全衰落，以賭博業為中心的畸型澳門經濟，成為一座藏污納垢的城市。抗日戰爭結束和中華人民共和國成立後，大批在抗日戰爭時期流入澳門逃難的中國人開始返回中國，澳門人口相繼減少，但賭博業照樣進行。以傅德蔭、高可寧為首的泰興娛樂總公司承包全澳賭博業，在中央酒店、十月初五街和福隆新街分別設立三家賭場，經營骰寶、百家樂等賭博，吸引了大批好賭之輩。他們賺了一筆錢，也為澳門政府繳上相當數量的賭稅，以維持澳葡政府的生存。
1961年，根據澳門政府的建議，葡萄牙政府海外部於1961年2月13日頒佈了第18267號法令，定澳門為旅遊區，准許澳門開設賭博為娛樂，並強調賭博娛樂對澳門經濟發展的作用。從此，澳門賭博業獲得合法的地位，不再受限制。12月31日，泰興娛樂總公司承包澳門賭博業合約期滿。澳門政府早在7月8日，在憲報第27期上公開招商承投專營賭博。參與這次投標的有兩大集團，即原來的泰興娛樂總公司和香港的何鴻燊集團。泰興娛樂總公司以為自己可以繼續投得，不把何鴻燊集團放在眼內。但沒想到何鴻燊集團早已凱覦這個賭博業，以316萬元中標，比泰興的高出8萬。澳門總督馬濟時，親自宣佈該賭博專營權由何鴻燊集團投得。1962年3月30日，在里斯本葡萄牙政府海外部，由新任澳門總督羅必信，代表葡萄牙政府與何鴻燊代按的專營公司簽定合約。5月26日，何鴻燊以澳門旅遊娛樂有限公司名義，在澳督府交換了合約。
按照合約，該公司的投資額最少為300萬元，而且要將55%資金存入大西洋銀行做保證。從1962年到1964年，每年要向澳門政府上繳賭稅316.7萬元，1965年到1969年，每年要增繳30萬，而且每年淨利規定要有10%用於澳門慈善事業，90%發展澳門經濟。該公司還要建設一間國際水平的賭場，三間一流的酒店，建立新的口岸碼頭，購買水翼船改善港澳交通。每年還要濬深河道100萬立方米，保持澳門內港的暢通等等，以便吸引更多的香港人到澳門來旅遊賭博。
澳門政府從博彩稅中得益不少，是澳門政府的搖錢樹，博彩稅逐年增長，1975年才689.7萬，但在1976年增加至2065.4萬，1977年又增至3048萬，1978年為4136.8萬，1979年增加到5697.6萬，1980年增至7171.2萬。博彩稅佔澳門政府總稅收的比重，1975年為19.5%，1976年為24%，1977年為26.2%，1978年為26.6%，1979年為27.3%。

### 工業
在賭博業興旺發展的同時，澳門的正當經濟事業卻停滯不前。1957年澳門的工業活動主要是神香、火柴和爆竹三大傳統手工業為主。同年，葡萄牙國內通過法例，容許澳門產品免稅進入葡屬地區，對澳門開放葡屬地區市場有很大影響，吸引了一些工業廠家到澳門投資。
澳門發展最早的現代工業是紡織品和假髮製造，1958年的出口產品中紡織品佔19%，僅次魚類和爆竹業，在1969年更佔71.6%，魚類下降到9.2%，傳統三大手工業只佔7.1%。
1970年代起，澳門的經濟發展更為迅速。1971年，世界一些先進工業國家，首先是歐洲共同市場，制定了發展中國家產品進口的一般優惠制度，澳門被列入享受這個優惠制度的範圍，對澳門工業發展十分有利。1976年，歐洲共同市場已經成為澳門工業品出口的最大市場，佔澳門工業出口總值的64.1%。從此，澳門現代工業的工廠紛紛設立。由於國際貿易保護主義的影響，香港工業產品出口受到越來越多限制，所以不少香港廠家轉到澳門，利用澳門可以享受的優惠制的條件/，避開貿易保護主義的限制。1972年現代化工廠有949間，1974年增至1037間，可見澳門的工業生產已經發展到一個新的階段。

### 金融業
澳門政府在1948年中的黃金合法進口為100萬盎司。但英國工黨在1978年發表的貿易調查報告所說，五十年代的澳門已是遠東的「黃金走私中心」，東至北非，西至印度，整條路線的走私利潤可達每年1.5億英磅。有學者甚至推算在1949至1966年間，輸入澳門的黃金數量應在每年1600萬到2000萬盎司左右。[39]
隨著澳門現代化工廠增加，對外貿易的發展，澳門金融業也隨之發展，現代化銀行紛紛建立。澳門最早建立的銀行，是葡萄牙國營銀行的大西洋銀行澳門分行，是當時澳門唯一的正規銀行。澳門長期以來把大量金錢存在舊錢莊、兌換店等。70年代後，澳門的金融業有較大發展，1971年10月23日，主要由澳門富商何賢集團和賭商傳德蔭家族投資的華資大豐銀號正式註冊為銀行，註冊資本為500萬元，到1975年該銀行存款已達9430萬元。1972年又有更多銀行在澳門建立，包括香港滙豐銀行、海外信托銀行、誠興銀行、恒生銀行、永亨銀行、廣東銀行，1973年又有葡資的澳門商業銀行、大東銀行和華資的太平洋銀行相繼建立，其中存款最多的為永亨銀行，在1975年底存款額達1億，而澳門幣發行量也急劇增加，使澳門資金市場活躍起來。

## 1980年代後

### 博彩業

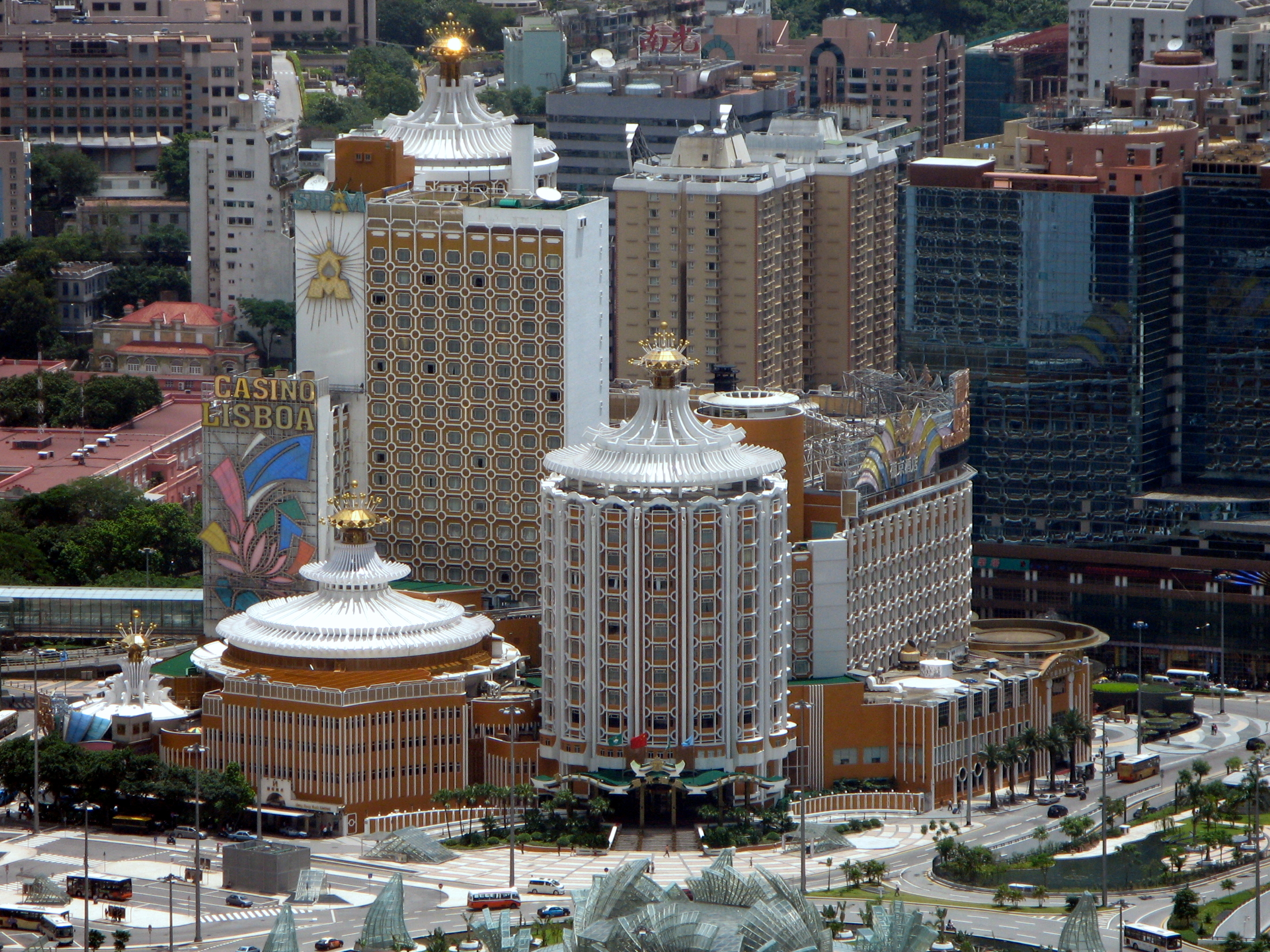
博彩業地標建築物：
葡京酒店

隨著澳門旅遊業的發展，旅客人數增多，同時亦帶動了賭博業的發展。澳門主要有三種博彩：一是幸運博彩，二是賽狗、回力球及賽馬，三是彩票。澳門旅遊娛樂有限公司在1985年有4間賭場，1間賭館，即是葡京酒店賭場、皇宮娛樂場、回力球館賭場、金碧賭館和東方酒店賭場，其中以葡京酒店賭場最著名。澳門博彩稅增長幅度，澳門其他行業是望塵莫及，博彩稅成了澳門政府的主要收入，1984年的博彩稅收入為44513.5萬，佔總稅收的52.1%。到了21世紀，博彩稅收入增長速度更為驚人，自澳門賭權開放後，多家外資賭場在澳門這塊肥土上設立新的國際級賭場，例如金沙娛樂場等等，澳門以「東方蒙地卡羅」之名更廣為人所知，成為了澳門經濟的重要一部份，2006年澳門已超越拉斯維加斯，成為全球第一賭城。2007年博彩稅收益達309.5億澳門元，從事博彩相關行業人員約6.2萬人。

### 工業
進入80年代後，澳門經濟發展更為迅速。1970年，澳門的進口以糧食、食品、飲品、煙草為主，工業原料居次。但隨著工業發展，這種比例起了變化，1985年糧食等食品進口總值只佔12.8%，工業原料增加至46.5%。出口結構同樣出現變化，1982年的出口產品中，紡織品、電器、玩具和人造花4項產品就佔出口總數的91%。澳門工業的發展能夠如此迅速，除了澳門本身是自由經濟區，採用自由市場、自由貿易和自易競爭政策外，還採用低稅率政策，所得稅僅15%，而當時香港的所得稅為17.5%，明顯有一個優勢，加上澳門的工價比香港便宜20%至35%，樓價比香港低，工業生產成本減少，在國際市場上有競爭力。
紡織製衣業為主的輕工業為澳門工業的基礎，資源貧乏的澳門不宜發展重工業，因此澳門現代化工業是以紡織製衣業開始的，1983年至1985年澳門新開設的工廠有190家，其中111家為紡織製衣工廠。在此基礎上，澳門現代化工業生產朝多元化發展，玩具業、人造花業和電子業等等快速發展，多家現代化工廠建立，不少香港廠家在澳門設立分廠，工業生產總值逐年提高，到1981年已達35.79億。
可是到了90年代，工業增長放緩，甚至出現負增長的情況，隨著澳門工業的發展，澳門的工業體系也隨之變化。早期是以中小型工廠為主的勞動密集型工業，採取的是外向型模式，產品以紡織品為主體，全部或大部分外銷，市場以西歐和美國為主，亞洲居次。工業對外依賴性大，特別是對香港和中國大陸的依賴。目前，澳門工業正向高新技術、高科技含量發展，並大力開拓產品銷售新市場，通過多元化發展來增強競爭力。

### 旅遊業

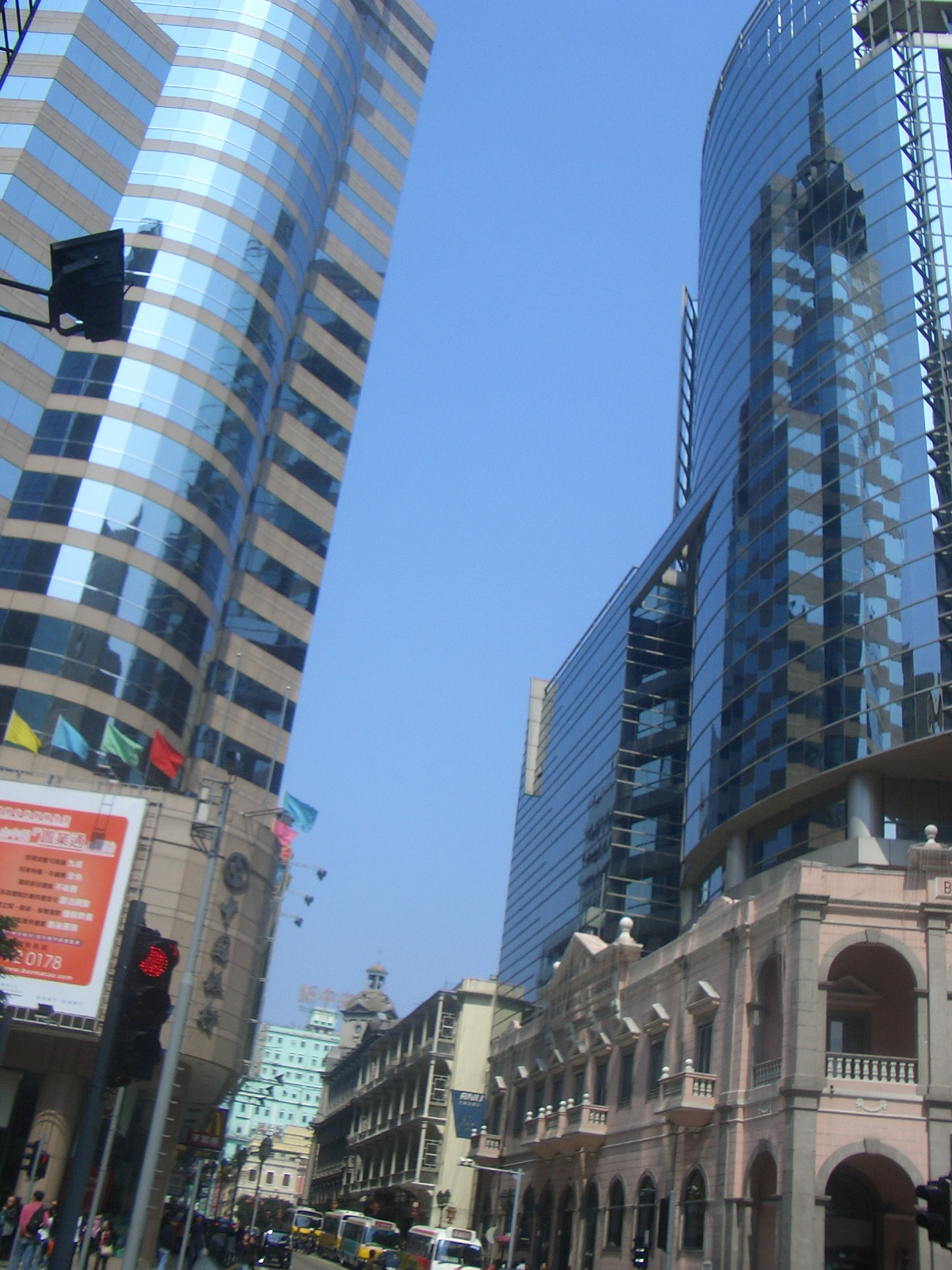
澳門心臟地帶高廈林立，圖中兩旁為中國銀行及大西洋銀行

澳門旅遊業帶動了博彩業，博彩業帶動了旅遊業，兩者之間成了一個不可分割的關係。在80年代新開設的5家國際水平的酒店，提供客房1530間，飲食業工人由1981年的5000人增加至1986年的8000人。旅客方面，1982年旅客量超過400萬人次，1983年達410萬，1984年增加至435萬人次，1985年達450萬人次；旅遊業收益僅次於博彩業，排名第二。澳門主要的旅遊景點有1992年由澳門八個社團評選的澳門八景和2005年7月15日被列入世界文化遺產名錄的澳門歷史城區。而且2003年中國大陸開展港澳個人遊方式來澳門後，中國大陸居民來澳更為方便。2014年澳門入境旅客總數達3,152萬人次，較2013年上升14.1%。旅客主要來自中國大陸（佔總數67%）、香港（佔總數20.4%）和台灣（佔總數3%）。

### 商業
進入80年代，澳門銀行業有迅速發展，許多外資銀行到澳門開設分行，原有銀行也大力拓展市場，增開分行，在1985年澳門有23家銀行共95家分行。除此之外，銀行的存款額亦不斷上升，在1980年已經達45.65億元，1985年達160.59億元。1989年金融管理局成立，管理澳門整個金融體系，在1993年頒佈《金融體系法律制度》。在2001年，澳門共有22間銀行、24間保險公司、1間投資公司、3間中介服務公司和10間兌換店，銀行存款額高達1059億元。
澳門在1999年底通過離岸法例並提供免稅優惠，對房地產活動、改善失業率和銀行金融業的發展起了幫助作用。回歸後的澳門政府在中央政府支持下，積極利用澳門所具有的特殊優勢打造中葡經貿合作的服務平臺。當中設立的中國-葡語國家經貿合作論壇（中葡經貿合作論壇），深化了中國與葡語國家的經貿合作和共同發展。在2004年1月1日起，澳門與中國大陸的CEPA使澳門製造的產品免關稅進入中國大陸，使澳門自身優勢更見明顯。回歸後不同因素和政策的配合都對澳門工商業發展帶來新機遇，致令澳門經濟得以急速發展。
金融業
2019年12月13日，中央最近對澳門宣佈一系列有新政策， 宣佈澳門由賭業發展成金融中心。 包括建立由人民幣計價的股票交易所、加速推動正在進行中的人民幣結算中心，以促進澳門有多元化發展。

### 引用
1. ↑  澳門虛疑圖書館-廿三　格蘭披治大賽車
2. ↑  澳門人均GDP達22萬首超香港 （页面存档备份，存于） - 2007-03-31 大公報
3. ↑  澳人均GDP首超香港[] - 2007-03-31 澳門日報
4. ↑  澳門史略 1988，第77頁
5. ↑  澳门风物 1998，第237頁
6. ↑  澳門史略 1988，第103頁
7. ↑  澳門史略 1988，第105頁
8. ↑  澳門史略 1988，第107-108頁
9. ↑  澳门的故事 1999，第536頁
10. ↑  流年影蹤 2011，第129頁
11. ↑  澳門 賭城以外的文化內涵 1988，第96頁
12. ↑  澳門史略 1988，第167頁
13. ↑  .   [2014-09-29]. （原始内容存档于2015-06-08）.
14. ↑  .   [2015-07-18]. （原始内容存档于2015-07-22）.
15. ↑  .   [2008-09-20]. （原始内容存档于2007-09-27）.
16. ↑  . 亞洲電視本港台. 2010年1月10日.
17. ↑  澳門史略 1988，第199頁
18. ↑  澳門史略 1988，第200頁
19. ↑  澳門史略 1988，第199-200頁
20. ↑  澳門經濟年鑑 1984，第175頁
21. ↑  《港澳經濟》1985年第10期第24頁
22. ↑  澳門史略 1988，第202-203頁
23. ↑  澳門經濟年鑑 1984，第76頁
24. ↑  《香港與澳門》第261頁
25. ↑  澳門史略 1988，第203頁
26. ↑  台湾香港澳门经济史略 2002，第733頁
27. ↑  澳門槪論 1999，第169頁
28. ↑  中国金融史 2007，第595頁
29. ↑  中国金融大百科全书 1999，第382頁
30. ↑  澳門史略 1988，第203-204頁
31. ↑  澳門超越美國拉斯維加斯成為世界第一賭城 （页面存档备份，存于） - 新華網 2006-12-26
32. ↑  .   [2008-09-20]. （原始内容存档于2008-09-13）.
33. ↑  《港澳經濟》1987年第三期第17頁
34. ↑  .   [2015-07-18]. （原始内容存档于2015-07-22）.
35. ↑  .   [2015-07-18]. （原始内容存档于2015-07-18）.
36. ↑  澳門經濟年鑑 1984，第329頁
37. ↑  澳門經濟年鑑 1984，第175-176頁
38. ↑  .   [2008-09-20]. （原始内容存档于2007-11-11）.